# Antonio Legnani
Antonio Legnani (Asti, 28 janvier 1888 - Lonato, 20 octobre 1943) était un amiral italien.

## Jeunesse et carrière
Né dans le Piémont en 1888, Antonio Legnani entre à l'Académie navale de Livourne en 1905. Après avoir obtenu son diplôme d'enseigne en 1908, il sert pendant quelques années sur des cuirassés et des croiseurs, et en 1911-1912, il participe à la guerre italo-turque en tant que sous-lieutenant à bord du navire de relevés hydrographiques Staffetta, en mer Rouge. Pendant cette guerre, Legnani est promu lieutenant de vaisseau et nommé commandant en second de la canonnière Giuliana.
Durant les deux premières années de la Première Guerre mondiale, Legnani a servi sur plusieurs navires, principalement des cuirassés, des croiseurs et des croiseurs auxiliaires. Il a participé aux opérations en Albanie, obtenant une médaille d'argent de la valeur militaire. En septembre 1917, il a reçu le commandement du sous-marin Argonauta, à bord duquel il a effectué 30 missions de combat le long des côtes ennemies, obtenant une deuxième médaille d'argent et deux médailles de bronze de la valeur militaire.
Après la guerre, Legnani, devenu capitaine de corvette, échange des affectations à terre en mer Égée, d'abord à la base navale de Castelrosso, puis à Lakki (Leros), et des périodes sur des sous-marins et des destroyers. En 1926, il est promu capitaine de frégate et reçoit le commandement du croiseur éclaireur Venezia, puis en 1928, il devient chef d'état-major adjoint du département naval de la Tyrrhénienne du Nord et en 1930, il reçoit le commandement du sous-marin Luciano Manara. En 1931, Legnani est affecté au bureau du chef d'état-major du ministère de la Marine et, en 1933, il est promu Capitaine de vaisseau et reçoit le commandement du croiseur léger Alberico da Barbiano, puis il devient chef d'état-major de la 5e division navale et, en 1936, commandant du croiseur lourd Pola.
Après une autre période à l'état-major du ministère de la Marine, en 1937, Legnani est promu contre-amiral et placé à la tête de la flotte de sous-marins de la Regia Marina, un poste qu'il occupe pendant deux ans ; il dirige également la guerre sous-marine clandestine pendant la guerre civile espagnole, pour laquelle il est décoré de la Croix de Chevalier de l'Ordre militaire de Savoie. En 1938, pour des raisons qui resteront inconnues, il suspend le développement de l'appareil "ML" - ancêtre du schnorkel - sur les sous-marins de la Regia Marina, bien que quatre années d'essais aient donné des résultats positifs. Legnani ordonne également la démolition des appareils "ML" déjà produits jusqu'alors,, ce qui fait que les sous-marins italiens ne seront jamais équipés de schnorkel avant la fin de la Seconde Guerre mondiale. En 1939, Legnani est promu au rang de vice-amiral et reçoit le commandement de la 8e division navale (avec son drapeau sur le croiseur léger Luigi di Savoia Duca degli Abruzzi, qu'il commande toujours lorsque l'Italie entre dans la Seconde Guerre mondiale le 10 juin 1940).

## Seconde Guerre mondiale
De juin 1940 à juin 1941, Legnani, en tant que commandant de la 8e division navale, participe aux batailles de Calabre, Tarente et Cap Matapan, ainsi qu'aux opérations britanniques "Hats" (29 août - 1er septembre 1940) et "MB.5" (29 septembre - 2 octobre 1940), visant à approvisionner Malte. Après avoir quitté le commandement de la 8e Division, il est nommé le 10 décembre 1941 commandant de la flotte sous-marine italienne (en remplacement de l'amiral Mario Falangola), rôle qu'il conserve après sa promotion au rang d'amiral en 1942,. Il dirige les opérations sous-marines italiennes en Méditerranée jusqu'à l'armistice du 8 septembre 1943. Durant cette période, il est également décoré de la Croix de Fer allemande de deuxième classe, ainsi que de la Croix d'Officier de l'Ordre Militaire de Savoie.
Ardent défenseur du régime fasciste, après le 8 septembre 1943, Legnani décide immédiatement de coopérer avec les forces allemandes et adhère à la République sociale italienne, dont il est nommé secrétaire d'État à la Marine le 23 septembre 1943 (jour de sa fondation),. Cependant, moins d'un mois plus tard, le 20 octobre 1943, l'amiral Legnani perd la vie dans un accident de voiture près de Lonato, dans la province de Brescia,.
Son fils Emilio (1918-2006) a également servi dans la marine italienne, recevant la Médaille d'or de la valeur militaire pour ses actions en mer Noire pendant la Seconde Guerre mondiale,.

## Distinctions honorifiques

### Italiennes
Officier de l'Ordre militaire de Savoie
"pour les actions menées pendant la Seconde Guerre mondiale".
- Méditerranée 1940 - 1943
 Médaille d'argent de la valeur militaire
"Pour les actions menées lors des opérations en Albanie."
- Côte d'Albanie, 1915-1917
 Médaille d'argent de la valeur militaire
"pour ses actions au commandement du sous-marin Argonauta"
- Adriatique 1917 - 1918
 Médaille de bronze de la valeur militaire
"pour ses actions au commandement du sous-marin Argonauta"
- Adriatique 1917 - 1918
 Médaille de bronze de la valeur militaire
"pour ses actions au commandement du sous-marin Argonauta"
- Adriatique 1917 - 1918
 Grand officier de l'Ordre de la Couronne d'Italie
Arrêté royal du 21 avril 1939

 Médaille commémorative de la guerre italo-autrichienne 1915-1918
 Médaille commémorative de l'Unité italienne
 Médaille interalliée 1914-1918

### Etrangères
Croix de fer de deuxième classe (Allemagne)
"pour les opérations effectuées en tant que commandant de la flotte sous-marine italienne".
- Méditerranée 1941 - 1943

## Sources
- (en) Cet article est partiellement ou en totalité issu de l’article de Wikipédia en anglais intitulé « Antonio Legnani » (voir la liste des auteurs).